# Лебеденко, Игорь Юльевич
Игорь Юльевич Лебеденко (род. 21 июня 1952, СССР) — советский и российский учёный, врач-стоматолог, изобретатель. Заслуженный деятель науки Российской Федерации, доктор медицинских наук, профессор, заведующий кафедрой ортопедической стоматологии Медицинского Института Российского Университета Дружбы Народов, консультант по ортопедической стоматологии Медицинского центра Управления делами президента Российской Федерации, председатель проблемной комиссии по ортопедической стоматологии научного совета при РАМН.

## Биография
В 1974 году окончил с отличием стоматологический факультет Московского медицинского стоматологического института (ММСИ) по специальности "Стоматология".
С 1974 по 1983 году работал старшим научным сотрудником лаборатории материаловедения центральной научно-исследовательской лаборатории] (ЦНИЛ) ММСИ.
В 1989 году Игорю Юльевичу присвоено почетное звание "Заслуженный рационализатор РСФСР".

В 1989 году на базе кафедры госпитальной ортопедической стоматологии ММСИ было открыто Российское научно-учебно-производственное объединение (Роснупо) «Стоматология», которым до 1997 года руководил В.Н. Копейкин, а с 1998 года новый заведующий кафедрой - профессор И. Ю. Лебеденко. Роснупо имело следующую структуру: отдел по разработке новых форм организации управления здравоохранением, лаборатория материаловедения, лаборатория профилактики стоматологических заболеваний, лаборатория патофизиологии, -лаборатория по борьбе с болью.
В 1991 году под руководством Копейкина В.Н. защитил кандидатскую диссертацию на тему "Применение нового никельхромалюминиевого сплава для изготовления цельнолитых несъемных зубных протезов".

В 1991 году присвоено ученое звание доцента.

В 1995 году под руководством Копейкина В.Н. защитил диссертацию по теме "Ортопедическое лечение патологии твердых тканей зубов и зубных рядов с применением нового поколения стоматологических технологий" в результате чего ему была присуждена ученая степень доктора медицинских наук.

В 1997 году указом Президента Российской Федерации от 26 февраля 1997 г. N 132 награжден медалью "В память 850-летия Москвы".

В 1998 году присвоено ученое звание профессора.

С 1998 год по 2014 год возглавлял кафедру госпитальной ортопедической стоматологии Московского государственного медико-стоматологического университета им. А.И. Евдокимова.

В 2002 году награжден нагрудным знаком "Отличнику здравоохранения".

С 2002 года по 2012 году являлся проректором по научной работе в МГМСУ им. А.И. Евдокимова , совмещая должность с работой врача-стоматолога ортопеда Центра стоматологии и челюстно-лицевой хирургии МГМСУ им. А.И. Евдокимова на ул. Вучетича. 

В 2005 году присвоено почетное звание "Заслуженный деятель науки РФ".

В 2011 году по распоряжению Правительства РФ от 6 февраля 2012 года N 146-р г. Москва «О присуждении премий Правительства Российской Федерации 2011 года в области науки и техники» за создание научных основ, разработку и внедрение в клиническую практику компьютерного моделирования лечебных технологий и прогнозов реабилитации больных с челюстно-лицевыми дефектами и стоматологическими заболеваниями награжден Премией Правительства РФ в области науки и техники 

С 2016 года возглавляет лабораторию стоматологических материалов Центрального научно-исследовательского института стоматологии и челюстно-лицевой хирургии. Также входит в состав Совета по защите докторских и кандидатских диссертаций Д 208.111.01 при ФГБУ «Центральный научно-исследовательский институт стоматологии и челюстно-лицевой хирургии» Минздрава России 

С 2017 года является заведующим кафедрой ортопедической стоматологии] Медицинского института Российского Университета Дружбы Народов

### Научная и преподавательская деятельность
Являясь продолжателем дела своих учителей, таких светил отечественной стоматологии как Курляндский В.Ю., Копейкин В.Н. и Дойников А.И.,  Лебеденко И.Ю. внес огромный вклад в отечественную ортопедическую стоматологию и материаловедение, разработав и внедрив в практику золотые сплавы "Голхадент" ("Супер ТЗ"), "Плагодент" ("Супер КМ"), "Касдент-Б" ("Супер ЛБ"), палладиевый сплав для металлокерамики "Палладент" ("Супер ПАЛ"), золотое гальваническое покрытие "Кэмадент" ("Супер КЭМЗ"), бескадмиевый золотой припой "М" ("Супер ВП"), "Бекадент" ("Супер Бекам").

Под руководством И.Ю. Лебеденко продолжаются разработки и внедрение в стоматологическую практику новых конструкционных материалов - благородных сплавов, нержавеющей стали, припоев, силиконовых композиций и др. 

В период с 2006 года по 2009 год Лебеденко возглавлял планирование и реализацию Университетского инновационного проекта МГМСУ им. А.И. Евдокимова "Компьютерное моделирование лечебных технологий в стоматологии" с созданием межфакультетского учебно-научно-лечебного инновационного CEREC центра и лаборатории удаленного доступа по САD/CAM технологии зубных протезов.

Огромный научный и практический опыт профессор Лебеденко щедро передает своим студентам, ординаторам, аспирантам и соискателям. Под научным руководством профессора Игоря Юльевича Лебеденко защищены 10 докторских и 85 кандидатских диссертаций.  

Лебеденко И.Ю. является автором более 700 научных проблемных трудов, свыше 90 учебных пособий, монографии и учебников, свыше 20 патентов на изобретения и полезные модели РФ в области стоматологии и медицины. Профессор Лебеденко И.Ю. соавтор многочисленных научно-практических изданий, национальных руководств: «Терапевтическая стоматология», «Ортопедическая стоматология», «Судебная медицина», «Детской терапевтической стоматологии». Публикационные индексы: SPIN-код: 3863-2409 в научной электронной библиотеке elibrary, Scopus AuthorID: 7003527733, Google Scholar 

И.Ю. Лебеденко - председатель проблемной комиссии по ортопедической стоматологии научного совета при РАМН.

Профессор Лебеденко является заместителем главного редактора журнала "Российский стоматологический журнал", членом редколлегии журналов: "Стоматология", "Цифровая стоматология”, "Современная ортопедическая стоматология" и другие.

Профессор Лебеденко И.Ю. – член Совета директоров Ассоциации цифровой стоматологии, председатель секции «Цифровой стоматологии» Стоматологической ассоциации России

### Патенты[16]
- Патент № 2479283 - Симулятор физиологии смыкания зубных рядов полных съемных протезов
- Патент № 2496407 - Способ диагностики височно-нижнечелюстного сустава в 3d
- Патент № 2428102 - Способ диагностики сосудистой патологии путем активного термолокационного зондирования
- Патент № 2494699 - Способ стоматологической реабилитации музыкантов, играющих на духовых инструментах
- Патент № 2405497 - Дентальный имплантат
- Патент № 2404723 - Способ изготовления зубочелюстного протеза верхней челюсти с полым обтуратором
- Патент № 2427344 - Способ изготовления разобщающего послеоперационного челюстного протеза для верхней челюсти
- Патент № 2489113 - Верхнечелюстной протез-обтуратор
- Патент № 2402993 - Способ изготовления челюстно-лицевого иммедиат-протеза верхней челюсти с обтуратором из полиуретана
- Патент № 1292756 - Несъемная стоматологическая шина
- Патент № 1669444 - Способ изготовления металлокерамических зубных коронок
- Патент № 2008893 - Способ лечебно-профилактической обработки эмали зубов
- Патент № 1836474 - Сплав на основе золота для стоматологии
- Патент № 822816 - Самотвердеющая пластмасса для изготовления зубных моделей
- Патент № 2269972 - Способ армирования зубных конструкций или протезов
- Патент № 2034531 - Материал для изготовления зубных протезов
- Патент № 2099023 - Устройство для определения окклюзионной плоскости
- Патент № 2433799 - Фрезерованный окклюзионный шаблон
- Патент № 2293540 - Способ изготовления золотокерамических коронок
- Патент № 2547724 - Способ починки съемного зубного протеза
- Патент № 2303640 - Сплав стоматологический на основе золота
- Патент № 2452430 - Способ зубочелюстного протезирования
- Патент № 2469697 - Способ нанесения гальванического покрытия на съемные зубные протезы
- Патент № 1526678 - Способ препарирования зуба
- Патент № 2426517 - Формирующий зубочелюстной протез-обтуратор
- Патент № 2286745 - Способ изготовления временных несъемных зубных протезов
- Патент № 2481095 - Сплав на основе палладия для изготовления зубных протезов
- Патент № 2354740 - Коррозионно-стойкая сталь "нержстом" для ортопедической стоматологии
- Патент № 2478129 - Сплав на основе золота для изготовления зубных протезов